# Круглые числа
Кру́глыми чи́слами относительно некоторой позиционной системы счисления называют степени её основания. В этой системе счисления такие числа записываются как единица с последующими нулями. Количество нулей справа от единицы равно показателю степени основания.

## Примеры
В десятичной системе счисления круглые числа — это 1010=101, 10010=102, 100010=103, 10 00010=104, 100 00010=105, 100000010=106 и так далее. 
В двоичной системе счисления круглыми числами являются 102=210=21, 1002=410=22, 10002=810=23, 100002=1610=24, 1000002=3210=25, 10000002=6410=26 и так далее.

## Обобщения
Иногда понятие круглого числа расширяют до всех чисел, являющихся произведением базового числа (такого, которое можно записать одной цифрой) и степени основания, например, 400010=410 × 100010, 6000008=68 × 1000008, 203=23 × 103. В записи такого числа есть одна ненулевая цифра с левого края и несколько нулей справа от неё.
Ещё шире круглое число можно определять как всякое число кратное степени основания системы счисления, то есть достаточно присутствия одного или нескольких нулей с правого края, например, 45600010=45610 × 100010, 3405=345 × 105, 1001002 = 10012 × 1002. 
Вне зависимости от определения, любое число будет круглым в какой-то системе счисления. Например, число n будет круглым в системе счисления по основанию n:
{\displaystyle n=10_{n}}